# Pfarrkirche Götzens

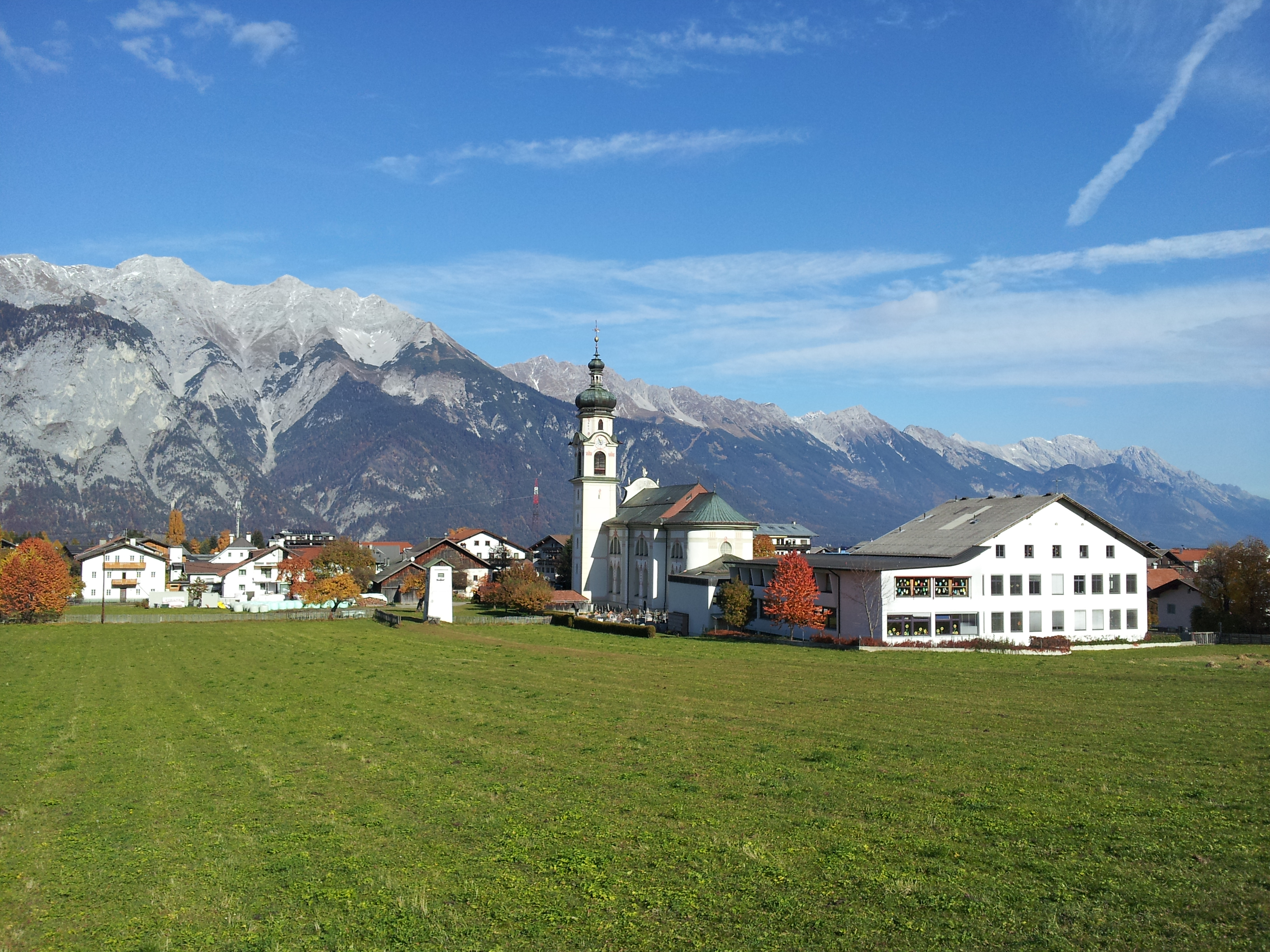
Katholische Pfarrkirche Hll. Peter und Paul in Götzens

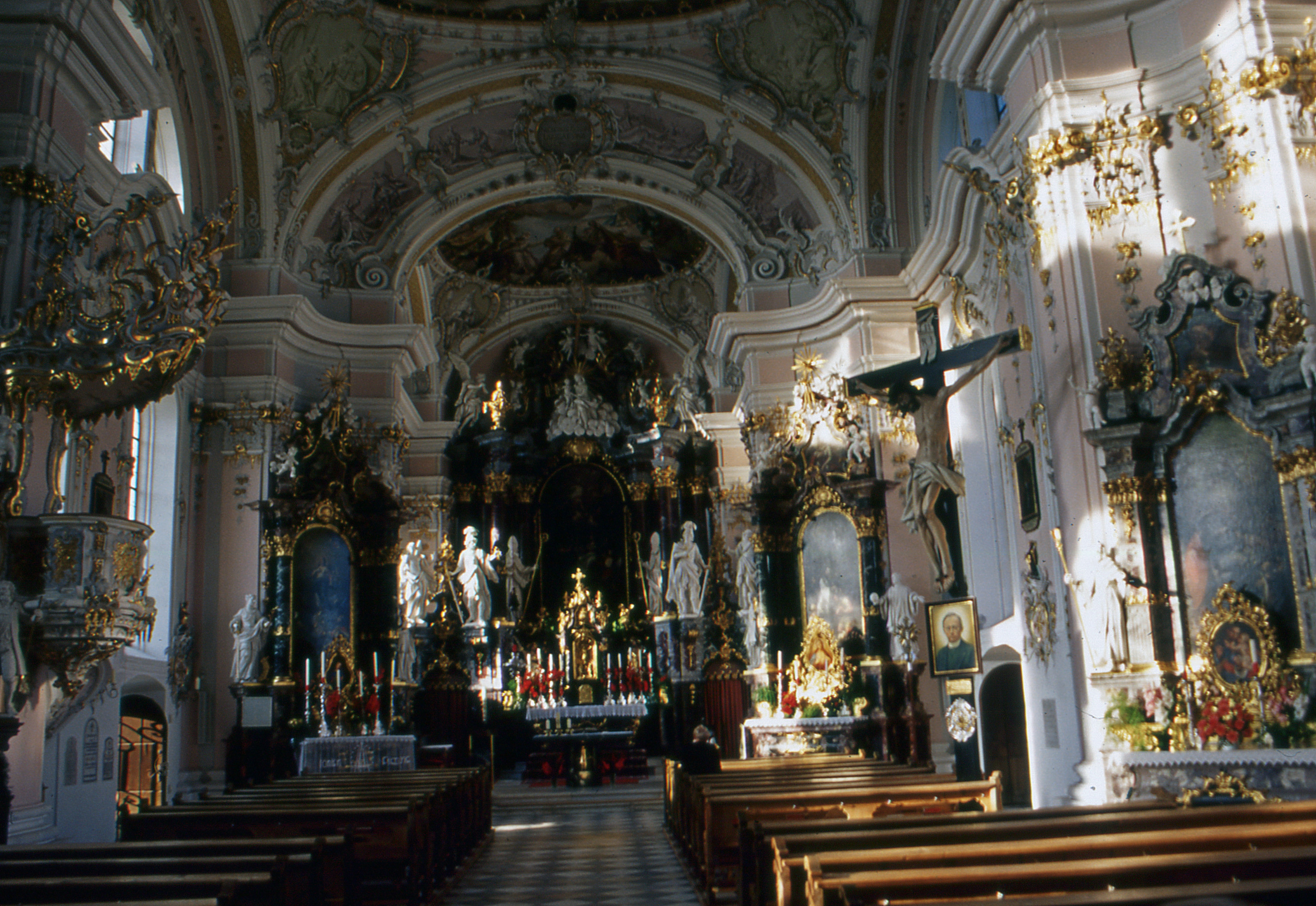
Langhaus, Blick zum Chor

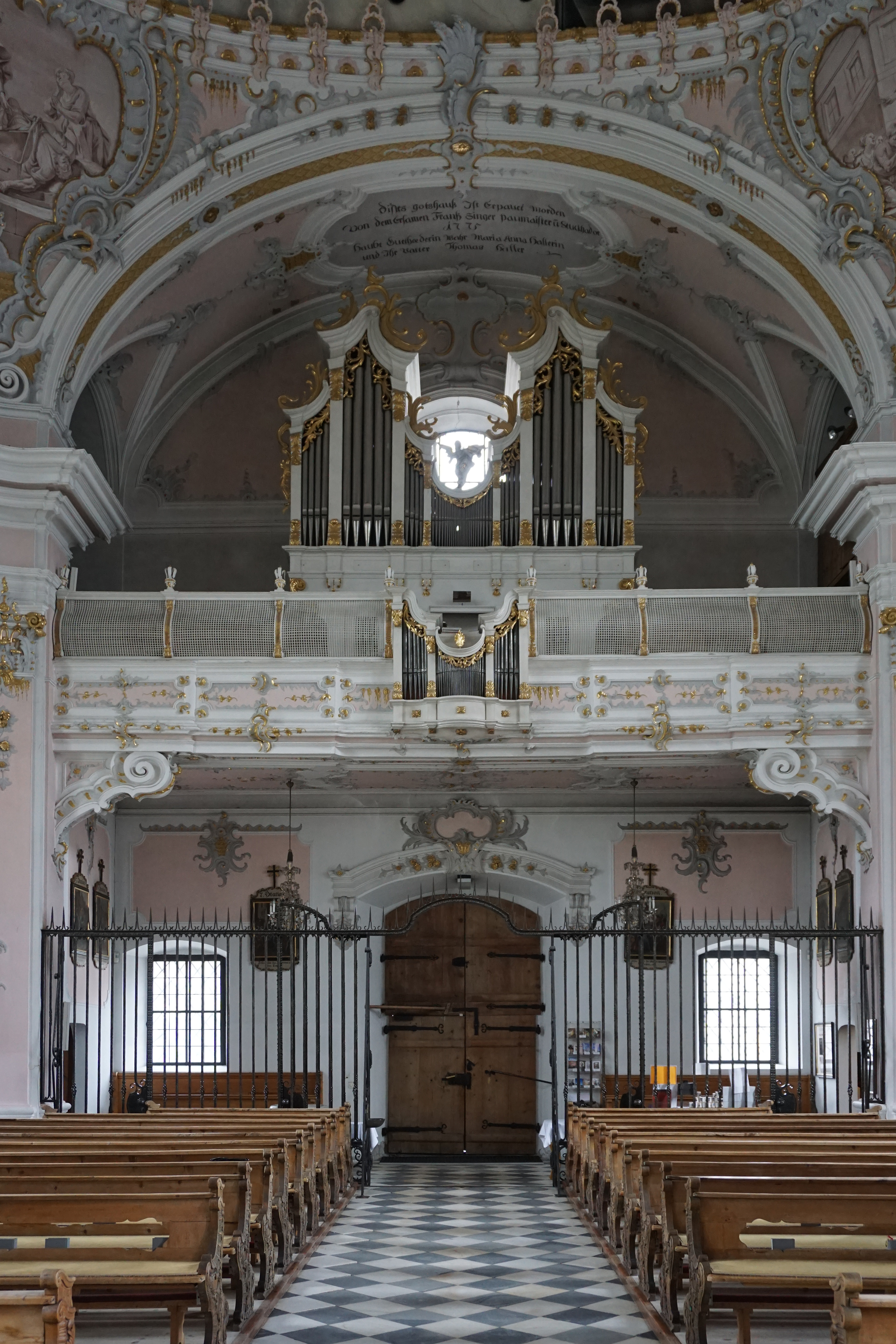
Langhaus, Blick zur Empore

Die römisch-katholische Pfarrkirche Götzens steht in der Gemeinde Götzens im Bezirk Innsbruck-Land in Tirol. Die dem Patrozinium der Heiligen Peter und Paul unterstellte Pfarrkirche gehört zum Dekanat Axams in der Diözese Innsbruck. Die Kirche und der Friedhof stehen unter Denkmalschutz (Listeneintrag).

## Geschichte
Die Bewohner der Gemeinde Götzens mussten ursprünglich nach Axams in die Kirche gehen, da dort ihre Mutterpfarre war. Die 1350 urkundlich genannte, erste Kirche unter dem Patrozinium der Heiligen Peter und Paul ist als Theresienkirche am Ortsausgang nach Birgitz erhalten. Die Nachfolgekirche wurde im 15. oder 16. Jahrhundert am Ort des heutigen Josefsheimes errichtet, wo noch Reste der Umfassungsmauer des Kirchhofs erhalten sind. Die heutige Pfarrkirche wurde im Ortszentrum an einer platzartig erweiterten Hauptkreuzung vom ortsansässigen Steinmetz und Baumeister Franz Singer von 1772 bis 1775 erbaut. Die Weihe erfolgte 1780 mit den fertigen fünf Altären. Die Kirche wurde 1786 zur Pfarrkirche erhoben. Ab 1932 wirkte in der Kirche der Pfarrer Otto Neururer, welcher 1938 verhaftet, dann in das KZ Dachau gebracht und schließlich im KZ Buchenwald ermordet wurde.
Bedingt durch den Priestermangel wurden 2009 die Pfarren Axams, Birgitz, Götzens, Grinzens zum Seelsorgeraum westliches Mittelgebirge zusammengefasst.

## Architektur
Die Kirche gilt als eine der schönsten Dorfkirchen des Rokoko im süddeutschen Sprachraum. Die stufenweise einziehende Abfolge der drei Flachkuppelräume, zwei als Langhaus, einer als Chor, ist innen und außen an den Längsseiten gut erkennbar. Der Sakristeianbau schließt hinter dem flachrund geschlossenen Chor eingezogen in derselben Achse an. Bemerkenswert ist die rhythmische Anordnung von jeweils zwei Rundbogenfenster und darüber gesetzten Oberlichtfenstern. Das unter dem Satteldach umlaufende kräftige, profilierte Kranzgesims wurde auf der nördlichen Schaufassade als Gurtgesims unterhalb des geschweiften Blendgiebels durchgezogen und die Mitte betonend mit zwei Endstücken aufgebogen. Der Wellengiebel auf zwei Rundsäulen des korbbogigen Portals bildet mit dem Gurtgesims die plastische Gliederung der sonst glatten Einheitsfront. Diese ist nach dem Vorbild der Wiltener Basilika mit einer Architekturmalerei mit Pilastern und zusammenfassender Rahmung der Fenster und reichem Dekor verdichtet bemalt. Über dem Portal ist ein großes Rundbogenfenster zwischen zwei Rundbogennischen mit den Rokoko-Statuen der Kirchenpatrone Peter und Paul. Auf dem oberen Kranzgesims steht die Figur Maria Immaculata zwischen zwei Vasen und seitlich zwei Figuren von weiblichen Heiligen. Alle Skulpturen stammen vom Bildhauer Johann Schnegg. Das Giebelfresko mit einer Allegorie der siegreichen Kirche malte 1775 Matthäus Günther. Der Westturm, rechts von der Giebelfassade ein wenig zurückgesetzt angebunden, hat in den unteren Geschoßen schmale Lichtschlitze. Das Glockengeschoß ist mit einem Gurtgesims abgesetzt. Darüber ist ein achteckiger Abschluss mit Zwiebelhelm mit der Jahresangabe FS 1775 PM für Baumeister Franz Singer und Zimmermeister Peter Mayr, und aufgesetzter achteckiger Laterne mit einem weiteren, kleinen Zwiebelhelm.
Nach dem Vorjoch mit Empore folgen zwei mit querovalen Flachkuppeln überwölbte Joche. Nach einem für Franz Singer charakteristischen, ausgerundeten Segmentjoch oder Triumphbogen folgt der quadratische Chor mit Flachkuppel und flachgerundeter Altarnische. Charakteristisch für Singer ist auch die Verschweifung der Raumgrenzen mit ausgerundeten, kräftig vorspringenden Wandpfeilern und mit der Besetzung durch fein geschichtete Pilaster und einer Schichtung im umlaufenden Gebälk. Eine Aufbiegung in der Mitte und eine dreigeteilte, halbkreisförmige Lünette sind eine Anlehnung des Baumeisters an die Jakobskirche in Innsbruck.
Das Kircheninnere ist eine Musterbeispiel der Theaterarchitektur des Barock, wo durch die staffelartige Verengung der einzelnen Raumteile analog von Bühnenkulissen die Tiefenwirkung verstärkt wird. So zeigen sich dem Blick des beim Hauptportal eintretenden Besuchers gleichzeitig alle fünf Altäre. Wände und Gewölbe werden von spritzigen, golden konturierten Rocaille-Stuckaturen überspielt, urkundlich von Franz Singer 1775 geschaffen. Die Kuppelfresken schuf 1775 Matthäus Günther: im Langhaus Leben und Legende der Kirchenpatrone, im 1. Joch Sturz des Magiers Simon. In der Randarchitektur ist das Kapitol in Rom wiedergegeben. Auf einer Tribüne stehen die beiden Apostelfürsten und als Gegenstück von geistlicher und weltlicher Macht, auf einem Balustradensöller, Kaiser Nero.

## Ausstattung
Die Figuren der Altäre sowie das überlebensgroße Kruzifix wurden von Johann Schnegg angefertigt, die Altäre wurden nach seinen Entwürfen gerichtet. Das Altarblatt lehrende, streitende und triumphierde Kirche über Petrus und Paulus am Hochaltar schuf 1775/76 die Werkstatt von Franz Anton Maulpertsch. 1977 wurde zum Märtyrerpfarrer Otto Neururer eine neue Gedenkstätte links unter der Empore errichtet.

## Krippen
Götzens gilt in Tirol als sogenanntes Krippendorf. Als besonders qualitätsvoll werden die Propstkrippe und Ginerkrippe genannt. Als charakteristisch für Götzens gelten die Papierkrippen von Felix Haller und Georg Haller. In der Pfarrkirche sind
- Eine prächtige Weihnachtskrippe aus der 1. Hälfte des 19. Jahrhunderts mit barocker Aufstellung in der Art zeremonieller Bilder der Barockoper. Das Hintergrundbild ist von Georg Haller. Die Figuren sind eine Kollektivarbeit, die Wachsköpfe sind von der Familie Leitl, die Holzteile von Johann Kleißner vulgo Plätz, die reich gestickten Gewänder entstanden in Heimarbeit, die Pferde und Esel sind von Georg Haller.
- Fastenkrippe mit Papierfiguren, Georg Haller zugeschrieben. Der Hintergrund aus 1913 ist von Franz Pernlochner, der Berg von Franz Eigentler.
- Heiliggrab von Josef Kramer aus 1852 mit Teilen von Josef Kirchebner aus dem Anfang des 19. Jahrhunderts.

## Sonstiges
Die denkmalgeschützten Gebäude der Volksschule und das Kriegsdenkmal sind in direkter Nachbarschaft.
Die Pfarrkirche Götzens weist eine besonders gute Akustik auf und ist daher für Kirchenkonzerte interessant.